# Shaun Micheel
Shaun Carl Micheel (Orlando, 5 januari 1969) is een professioneel golfer uit de Verenigde Staten.

## Professional
Micheel werd in 1992 professional. Hij haalde in 2003 de publiciteit toen hij als nummer 169 op de wereldranglijst het Amerikaanse PGA Championship won. In 2006 eindigde hij op de 2de plaats achter Tiger Woods. In 2003 en 2004 stond hij in de top-100 van de Order of Merit.  

### Gewonnen
- 1998: Singapore Open (Aziatische Tour)
- 1999: NIKE Greensboro Open (Nike Tour)

#### PGA Tour
- 2003: PGA Championship